# Acacia concolorans
Acacia concolorans é uma espécie de leguminosa do gênero Acacia, pertencente à família Fabaceae.